# Ивата
Ивата (јап. 磐田市) град је у Јапану у префектури Шизуока. Према попису становништва из 2005. у граду је живело 170.899 становника.

## Становништво
Према подацима са пописа, у граду је 2005. године живело 170.899 становника.
| 1995.   | 2000.   | 2005.   |
| ------- | ------- | ------- |
| 162.667 | 166.002 | 170.899 |

## Спорт
Ивата има фудбалски клуб Џубило Ивата.